# Шаумянское сельское поселение
Шаумя́нское сельское поселение — муниципальное образование в Туапсинском районе Краснодарского края России.
В рамках административно-территориального устройства Краснодарского края ему соответствует Шаумянский сельский округ.
Административный центр — село Шаумян.

## География
Муниципальное образование, в отличие от основной части  Туапсинского района, расположено на северном склоне Главного Кавказского хребта, вдоль основной дороги ведущей из Майкопа в Туапсе, через перевал.
Площадь территории сельского поселения составляет — 451,20 км².  
Граничит с землями муниципальных образований: Октябрьское сельское поселение на востоке, Георгиевское сельское поселение на юге, Новомихайловское городское поселение на западе, а также с Куринским сельским поселением и Хадыженским городским поселением Апшеронского района на севере. На северо-западе земли сельского поселения примыкают к муниципальному образованию города Горячий Ключ.
Рельеф местности сильно пересечённый. Средние высоты на территории сельского поселения составляют около 220 метров над уровнем моря. Наивысшей точкой является гора Почепсуха (911 м).
Гидрографическая сеть в основном представлена бассейном реки Пшиш и Псекупс, образующейся при слиянии рек Псиф и Хакужиф. В верховьях рек расположены различные водопады и пороги. 
Климат переходный от умеренного к субтропическому. Средняя температура колеблется от +3,5°С в январе, до +21,5°С в июле. Среднегодовое количество осадков составляет около 1000 мм. Наибольшее количество осадков выпадает в зимний период. 

## История
В 1993 году Шаумянский сельский Совет был упразднён и преобразован в Шаумянский сельский округ. 
В 2004 году в границах сельского округа в рамках организации местного самоуправления было образовано муниципальное образование со статусом сельского поселения.

## Население
| 2002  | 2010  | 2012  | 2013  | 2014  | 2015  | 2016  |
| ----- | ----- | ----- | ----- | ----- | ----- | ----- |
| 3773  | ↗3925 | ↘3920 | ↗3954 | ↗3995 | ↗4069 | ↘4010 |
| 2017  | 2018  | 2019  | 2020  | 2021  | 2023  |       |
| ↘4001 | ↘3955 | ↘3903 | ↘3862 | ↘3082 | ↘3036 |       |

Процент от населения района — 2.43 %
Плотность — 6.73 чел./км². 

## Населённые пункты
В состав сельского поселения (сельского округа) входят 8 населённых пунктов:
| № | Населённый пункт     | Тип населённого пункта | Население (чел.) | Доля от населения (%) |
| - | -------------------- | ---------------------- | ---------------- | --------------------- |
| 1 | Афанасьевский Постик | хутор                  | ↘50              | 1,27 %                |
| 2 | Горный               | посёлок                | ↗1036            | 26,40 %               |
| 3 | Крайняя Щель         | хутор                  | ↘8               | 0,20 %                |
| 4 | Навагинское          | село                   | ↗317             | 8,08 %                |
| 5 | Островская Щель      | хутор                  | ↘324             | 8,25 %                |
| 6 | Садовое              | село                   | ↗509             | 12,97 %               |
| 7 | Шаумян               | село                   | ↗1603            | 40,84 %               |
| 8 | Шубинка              | хутор                  | ↗78              | 1,99 %                |